# Endokrine system
Det endokrine (eller indresekretoriske) system er et system af kirtler der ved brug af hormoner sender beskeder til andre organer. Hormonerne cirkulerer i kroppens blodbaner og styrer andre organer.
Vigtige endokrine kirtler (se billederne):
- Koglekirtlen 1 (en. pineal gland)
- Hypofysen 2 (en. pituitary gland) – producerer bl.a. antidiuretisk hormon (ADH), oxytocin og follikelstimulerende hormon (FSH)
- Hypothalamus (en. hypothalamus)
- Skjoldbruskkirtlen 3 (en. thyroid) – producerer thyroxin
- Binyre 5 (en. adrenal glands) – producerer kortison, aldosteron og adrenalin
- Bugspytkirtlen 6 (en. pancreas) – producerer insulin og glukagon
- Gonad (kønsorganer)